# Philippe Almosnino
Philippe Almosnino ou Phil Almosnino  est un guitariste français. 

## Biographie
Cette section ne s'appuie pas, ou pas assez, sur des sources secondaires ou tertiaires indépendantes du sujet.

Pour l'améliorer, ajoutez-en, ou placez des modèles {{Source secondaire souhaitée}} ou {{Source secondaire nécessaire}} sur les passages mal sourcés. (avril 2022)
Il fonde au milieu des années 1980 le groupe parisien Wanderers, avec Benjamin Sportes (Sporto Kantes), Eduardo Leal de la Gala (Les Tétines Noires, Wreckless Eric, Gala and the Muzer) et son frère Laurent Almosnino. Plus tard Philippe Almosnino collabore avec les Dogs. 
En 1991, il rejoint le groupe Wampas après le suicide de Marc Police pour le remplacer à la guitare ; il retrouve Tony Truant qu'il avait croisé dans les Dogs. 
Parallèlement, il participe à plusieurs projets. 
Il collabore notamment avec les membres de Louise Attaque :
- Gaëtan Roussel et Arnaud Samuel avec le groupe  Tarmac
- Robin Feix, Alexandre Margraff et David Antoniw (ingénieur du son de Louise Attaque) avec le groupe Ali Dragon.

Il tient aussi la guitare sur le premier album de Louise Feron où la musique composée par Dominique Laboubée, leader des Dogs.
Il a également travaillé pour Daniel Darc ou bien encore Polar.
Il s'occupait aussi avec Roddy Julienne de la musique dans l'émission télévisée française de jeunesse les Minikeums.
En 2011, il contribue à la tournée Ivres et Débutants du Groupe Déportivo et en 2012 à la réalisation du nouvel album du groupe BIG DEZ (WET PAINT).
En 2013, il accompagne Vanessa Paradis lors du Love Songs Tour.
Au printemps 2015, il quitte Les Wampas pour rejoindre, entre autres, le groupe de Johnny Hallyday. Il est guitariste sur la tournée 2015-2016 de Johnny Hallyday.
Philippe participe également au groupe Black Minou de Yarol Poupaud

## Participations

### Avec Les Wampas
- 2003 :  Never Trust a Guy Who After Having Been a Punk, Is Now Playing Electro
- 2006 :  Rock 'n' Roll Part 9

### Autres
- 2003 : album Notre époque de Tarmac
- 2008 : album  Amours Suprêmes de Daniel Darc (Les Remords, J'irai au paradis, La seule fille sur Terre, Amour Suprême, Serai-je perdu, Environ)
- 2009 : album  La Superbe de Benjamin Biolay (La Superbe, Night Shop, Assez parlé de moi, Jaloux de tout)
- 2009 : album  French Songs de Polar
- 2013 : bande originale du film Les Gamins
- 2014 : album  Inspiré de faits réels de Bénabar (Paris by Night)
- 2017 : album  Volver de Benjamin Biolay
- 2017 : album  Accidentally Yours de Lady Sir
- 2019 : album  Les Mômes et les Enfants d'abord ! de Renaud
- 2023 : album  Si Tu As Peur, N'aie Pas Peur de L'amour de Daniel Auteuil